# Дорман, Ванесса
Ванесса Дорман (англ. Vanessa Dorman; род. 27 февраля 1969, Лос-Анджелес, Калифорния) — американская актриса, известная по роли Кейтлин Ричардс Дешанель в сериале канала NBC «Любовь и тайны Сансет Бич».

## Биография
Дорман родилась в Лос-Анджелесе, Калифорния, и выросла в Ниантике, Коннектикут. Ванесса училась в East Lyme High School, окончив её в 1987 году.
Дорман дебютировала как актриса, снявшись в эпизоде сериала «Все мои дети». Затем она прошла кастинг в сериал «Любовь и тайны Сансет Бич» на роль Кейтлин Ричардс Дешанель, которую исполняла с 9 января 1997 года по 18 июня 1998 года. С 24 июня 1998 года вплоть до финальной серии, вышедшей 31 декабря 1999 года, роль Кейтлин Ричардс Дешанель играла актриса Кэм Хескин. Позднее Ванесса снималась в качестве приглашенной актрисы в таких сериалах, как «Бухта Доусона» и «Детектив Нэш Бриджес».

## Фильмография
| Год       |     | Русское название                 | Оригинальное название              | Роль                     |
| --------- | --- | -------------------------------- | ---------------------------------- | ------------------------ |
| 1996      | с   | Все мои дети                     | All My Children                    | Камилл                   |
| 1997—1998 | с   | Любовь и тайны Сансет Бич        | Sunset Beach                       | Кейтлин Ричардс Дешанель |
| 1999      | ф   | —                                | Suits                              | Анджелика                |
| 1999      | с   | Шёлковые сети                    | Silk Stalkings                     | Кимберли                 |
| 1999      | с   | Бухта Доусона                    | Dawson’s Creek                     | Белинда Макговерн        |
| 2000      | с   | Подростки из прибрежного городка | The Beach Boys: An American Family | Эми Лав                  |
| 2000      | кор | —                                | Damned If You Do                   | Аннетт                   |
| 2000—2001 | с   | Детектив Нэш Бриджес             | Nash Bridges                       | Энджи Старк / Бонни      |
| 2001      | ф   | Кома                             | Lying in Wait                      | Эл                       |
| 2001      | с   | Семь дней                        | Seven Days                         | Сара Митчелл             |
| 2001      | с   | Самый последний                  | Dead Last                          | Салли Сторкли            |
| 2003      | кор | —                                | Party Animals                      | Ванесса                  |
| 2007      | ф   | —                                | Fighting Words                     | Шелли Ланкастер          |
| 2009      | кор | —                                | Morning People                     | жена                     |
| 2010      | кор | —                                | Retrograde                         | жена                     |